# Ekonomiska ideologier
Ekonomiska ideologier definieras som moraliska ställningstaganden om hur ekonomier bör vara strukturerade (bland annat ägandeförhållanden - privat eller offentligt) till skillnad från i ekonomisk teori som tittar på hur ekonomin fungerar (bland annat analyser av produktion, distribution och konsumtion av varor och tjänster). Vissa ekonomiska teorier stödjer respektive utesluter vissa ekonomiska ideologier. En person som förespråkar på keynesiansk ekonomisk teori kommer sannolikt inte stödja en libertariansk ideologi.
Ekonomiska ideologier är ekonomiska system som förespråkas inom exempelvis kapitalismen och socialismen. De bakomliggande teorierna inom en ekonomisk ideologi förklarar dess förekomst, utveckling och förhållande till ekonomin, exempelvis socialism differentierade variationer från statligt ägande till marknadssocialistiska lösningar.